# Thorotrast

Thorotrast

Thorotrast und Umbrathor sind die Handelsnamen für ein 1929 in den Markt eingeführtes Röntgenkontrastmittel, auf der Basis einer stabilisierten kolloidalen 25%igen Suspension von Thoriumdioxid. Es wurde bis zu seinem Verbot Mitte der 1950er Jahre vor allem als Kontrastmittel für die Angiographie verwendet. Die hohe Ordnungszahl und die hohe Atommasse von Thorium bewirken eine starke Absorption von Röntgenstrahlen durch dieses Kontrastmittel. Bei ersten Anwendungen konnten vor der Markteinführung keine unmittelbaren Nebenwirkungen bei Patienten festgestellt werden. Man wusste zwar, dass das Thorium radioaktiv ist, aber das sehr langlebige Isotop 232Th – natürliches Thorium besteht zu 100 Prozent aus diesem Isotop mit einer Halbwertszeit von 1,405 · 1010 Jahren – wurde als harmlos eingestuft. Dies war ein fataler Irrtum, wie sich viele Jahre später herausstellen sollte.

## Toxikologie
Das kolloidale Thoriumdioxid reichert sich im retikulohistiozytären System an und kann dort aufgrund örtlich erhöhter Strahlenbelastung zu Krebs führen. Es bestehen klare Assoziationen zwischen Thorotrast und dem Gallengangskarzinom, außerdem können ein Angiosarkom oder ein Hämangioendotheliom der Leber, sonst sehr seltene bösartige Tumoren, durch Thorotrast induziert werden. Karzinome der Nasennebenhöhlen nach der Verabreichung von Thorotrast sind ebenfalls beschrieben. Typischerweise treten die Erkrankungen 30 bis 35 Jahre nach der Exposition auf. Die biologische Halbwertszeit – die Zeit, bis 50 Prozent des verabreichten Thoriumdioxids aus dem Körper ausgeschieden wären – beträgt etwa 400 Jahre.

## Anwendung
Meist wurde bei erwachsenen Menschen das Kontrastmittel in Mengen von ca. 25 ml unverdünnt intravenös oder intraarteriell injiziert. Die dabei in den Körper gebrachte Menge Thorium betrug ca. 5 Gramm.

## Thorotrast in den Medien
Der dänische Regisseur und Chirurg Nils Malmros hat im Jahr 2002 unter dem deutschen Titel In Kenntnis der Wahrheit (original: At kende sandheden, englisch Facing the Truth) einen biographischen Film über seinen Vater Richard Malmros gedreht. In dem preisgekrönten Film wird das Dilemma von Malmros’ Vater verdeutlicht, entweder das als Kontrastmittel für die Diagnostik hervorragend geeignete Thorotrast – mit den ihm bekannten langfristigen Nebenwirkungen – zu verwenden, oder die einzige damals verfügbare Alternative (Per-Abrodil = Diethanolamin-3,5-diiodpyridon-4-essigsäure mit Iod als absorbierender Komponente), welche erhebliche unmittelbare Nebenwirkungen zeigte, einen deutlich schlechteren Bildkontrast lieferte und zudem im Zweiten Weltkrieg schwierig zu besorgen war.

## Alternativen
An Stelle von Thorotrast werden heute deutlich verbesserte aromatische Iodderivate als intravenöse oder intraarterielle Röntgenkontrastmittel verwendet.